# الیگودندروگلیوما
الیگودندروگلیوما (انگلیسی: Oligodendroglioma) نوعی گلیوما است که از الیگودندروسیت‌های مغز یا سلول‌های پیش‌ساز گلیال منشأ می‌گیرند. گلیوما عمدتا در بزرگسالان (۹.۴٪ از تمام تومورهای اولیه مغز و سیستم عصبی مرکزی) رخ می دهند، اما در کودکان نیز یافت می شوند (۴٪ از تمام تومورهای اولیه مغز).

## علائم و نشانه‌ها
الیگودندروگلیوما عمدتاً در لوب فرونتال ایجاد می‌شود و در ۵۰ تا ۸۰ درصد موارد، اولین علامت شروع فعالیت تشنج است، بدون اینکه از پیش علائمی داشته باشد. سردرد همراه با افزایش فشار درون جمجمه نیز یکی از علائم شایع الیگودندروگلیوما است. بسته به محل تومور، بسیاری از نقایص عصبی و عصبی روانشناختی می‌توانند القا شوند، از جمله، اما نه محدود به، از دست دادن بینایی، ضعف حرکتی، زوال شناختی، و اضطراب. توموگرافی کامپیوتری (CT) یا تصویربرداری رزونانس مغناطیسی (MRI) برای مشخص کردن اندازه، مکان و ناهمگنی تومور ضروری است. تشخیص نهایی به بیوپسی و بررسی هیستوپاتولوژیک توده تومور بستگی دارد.